# Spielerberatung
Unter Spielerberatung versteht man in Deutschland die Dienstleistung der Betreuung und Beratung von Profifußballern bzw. angehenden Profifußballern. Auch aus juristischer Sicht ist zwischen Spielerberater und Spielervermittler zu unterscheiden.
Ein Vermittler ist ebenso laut DFB-Spielervermittlerreglement „… jede natürliche oder juristische Person, die gegen Entgelt oder kostenlos Spieler und/oder Vereine bei Verhandlungen im Hinblick auf den Abschluss eines Berufsspielervertrags oder Vereine bei Verhandlungen im Hinblick auf den Abschluss einer Transfervereinbarung vertritt.“ Ein Berufsspieler ist dabei laut FIFA Reglement für den Status und Transfers von Spielern ein „Spieler, der über einen schriftlichen Vertrag mit einem Verein verfügt und für seine fussballerische Tätigkeit mehr Geld erhält, als zur Deckung seiner Auslagen tatsächlich notwendig ist.“
Die Beratungsleistung umfasst im Gegensatz dazu sportliche wie außensportliche Belange. Im Vergleich dazu kümmern sich Spielervermittler hauptsächlich und wiederkehrend um die Vermittlung von Spielern zu Vereinen und die damit einhergehende Vertragsverhandlung. Spielerberatung geht jedoch darüber hinaus und bezieht sich zusätzlich auf die Felder sportliche Beratung, Beratung hinsichtlich des Treffens vermeintlich richtiger Entscheidungen, Vorbereitung auf wichtige Wettkämpfe, Ernährung, Athletik, Kognitive Weiterentwicklung, Umgang mit Drucksituation, Umgang mit Fehlern etc. Ein Spielerberater sollte auch ein entsprechendes Netzwerk an Fachleuten in unterschiedlichen, angrenzenden Themenbereichen mitbringen, wie z. B. im medizinischen Bereich, athletischen Bereich, Steuerberatung, im mentalen Bereich, Vermarktung aber auch für Themenfelder wie Mobilität und Wohnen.